# Isla del Sol (álbum)
Isla del sol es el título del noveno álbum de estudio grabado por la cantante mexicana Yuri, Fue lanzado al mercado el 17 de octubre de 1988.  Este disco fue producido por Loris Cerronni y su amigo y compañero de carrera Gian Pietro Felisatti para Discos CBS International; sello perteneciente al conglomerado de Sony Music.  El sencillo "Hombres al borde de un ataque de celos", contenido en este álbum, se convirtió en uno de los mayores éxitos de su carrera debido a los ritmos tropicales que contenía y al video musical que se realizó para su promoción.

## Antecedentes
Estando Yuri en la cúspide de su carrera con el álbum Aire (1987) y teniendo varios hits en las radios de todo Latinoamérica, el contrato por tres años firmado con EMI Capitol de México, sello que compró a su disquera inicial "Discos GAMMA", llegó a su fin. Sony Music se acercó a Yuri y Fernando Iriarte, su representante y esposo, para realizarles una oferta millonaria por realizar tres nuevos álbumes con esa casa disquera y mayor promoción a su carrera con una presencia a mayor nivel internacional.

## Realización y promoción
Este LP incluyó ritmos como dance, rap, pop, rock y balada, colocando temas con gran éxito como "Hombres al borde de un ataque de celos" (con el cual vuelve al número uno en Billboard Hot Latin Tracks), "Imposible amarte como yo", "No puedo más" y "Hola", este último nominado como mejor video a los Premios Grammy. Fue galardonada con el premio internacional Lo Nuestro a la música latina. En radio además se coloca "Veneno" a nivel Nacional.
Para este álbum se grabó un tema más: “Mejor sola”, que nunca figuró dentro del disco.

## Recepción
En el año de 1991 "Isla del sol" fue grabado en portugués con el fin de conquistar Brasil obteniendo una buena aceptación; solo cuatro temas se graban en portugués, Hey hey (Hombres al borde de un ataque), Todas (Hola), Não somos iguais (No puedo más) y Grito de Paixão (Vivir a dos).

## Lista de canciones
| Pista | Título                                 | Autor(es)                                           | Duración |
| ----- | -------------------------------------- | --------------------------------------------------- | -------- |
| 01    | Hola                                   | Loris Cerrone · J. R. Florez                        | 2:54     |
| 02    | Imposible amarte como yo               | Difelisatti · J.R. Florez                           | 4:25     |
| 03    | Touché                                 | Difelisatti · J.R. Florez                           | 2:39     |
| 04    | Veneno                                 | Loris Cerrone · J.R. Florez                         | 4:32     |
| 05    | Isla del sol                           | Difelisatti · J.R. Florez                           | 3:50     |
| 06    | Hombres al borde de un ataque de celos | J. R. Florez                                        | 2:54     |
| 07    | No puedo más                           | Difelisatti · J.R. Florez                           | 3:46     |
| 08    | Miel y limón (On the rocks)            | R. Lee · R. Carvalho Adapt: al español: J.R. Florez | 3:50     |
| 09    | Vivir a dos                            | L. Cerrone · J.R. Florez                            | 3:46     |
| 10    | Entre mujer y marido                   | Difelisatti · J.R. Florez                           | 3:10     |